# Пириу
Пириу (рум. Pârâu) — село у повіті Горж в Румунії. Входить до складу комуни Бренешть.
Село розташоване на відстані 207 км на захід від Бухареста, 42 км на південний схід від Тиргу-Жіу, 47 км на північний захід від Крайови.

## Населення
За даними перепису населення 2002 року у селі проживали 465 осіб, усі — румуни. Усі жителі села рідною мовою назвали румунську.